# 229 Batalion Wschodni
229 Batalion Wschodni (ros. Ost-Bataillon 229, ros. 229-й восточный батальон) – oddział wojskowy Wehrmachtu złożony z Rosjan podczas II wojny światowej.
Jesienią 1942 r. na okupowanej Białorusi został sformowany 197 Batalion Wschodni na bazie ochotniczej kompanii por. Wasilija Tarankowa złożonej z b. jeńców wojennych z Armii Czerwonej, która od wiosny tego roku na Smoleńszczyźnie zwalczała partyzantów w składzie "Grupy Schmidta". 197 Ostbatalion był podporządkowany niemieckiej 197 Dywizji Piechoty 9 Armii. Miał cztery kompanie. Wiosną 1943 r. został przemianowany na 229 Ostbatalion. Od 1 lipca tego roku dowodził nim mjr Fritz-Peter Brandau. Latem 1944 r. oddział został zniszczony w ciężkich walkach na Białorusi.